# Pandora's Box (film 2008)
Pandora's Box (Pandora'nin kutusu) è un film del 2008 diretto da Yesim Ustaoglu.

## Trama
Una famiglia dissolta: le sorelle e un fratello con vite diverse, il nipote che cerca una sua identità al di fuori della famiglia. Una donna si avvicina alla morte con la mente lucida ma già con i segni di una malattia, quella che intacca la memoria ma non impedisce al cuore di vedere l'essenza delle cose e delle persone, la natura in primo piano.

## Riconoscimenti
- Festival Internazionale del Cinema di San Sebastián
  - Concha de Oro